# Baar, Mayen-Koblenz
Baar là một đô thị thuộc thuộc huyện Mayen-Koblenz, phía tây nước Đức. Đô thị Baar, Mayen-Koblenz có diện tích 11,74 km², dân số thời điểm ngày 31 tháng 12 năm 2006 là 809 người.